# Клады Велпа
Клады Велпа  - две группы археологических находок, содержащих золотые изделия начала V века н.э., обнаруженные в различных местах у городка Велп провинции Гелдерланд, в Нидерландах, в 1715 и в 1851 годах соответственно. 

## Находки 1715 года
Первая драгоценная находка древнеримских золотых изделий была сделана случайно в 1715 году, во время работ на лугу близ поселения Велп. В неё вошли ожерелье, браслеты, пять медальонов и большое количество золотых монет. Согласно позднейшему описанию клада, шейные украшения и браслеты были рассыпаны на некотором расстоянии друг от друга в земле, медальоны были прикреплены к шейной гривне, а монеты были уложены поверх остальных находок. После обнаружения клада браслеты и значительная часть монет были переплавлены. В 1799 году та же судьба постигла и золотое ожерелье. Оставшиеся монеты, хоть и были описаны и зарегистрированы официально, однако в настоящее время находятся в неустановленном месте. Это были золотые солиды императоров Константина Великого, его сыновей Валентиниана I, Валента, Грациана, Гонория и Иоанна. В сохранившихся медальонах - изображения императора Гонория и Галлы Плацидии. В 1831 году один из медальонов был похищен в Париже, и местонахождение его неизвестно. Один из сохранившихся медальонов хранится в кабинете медалей Национальной библиотеки в Париже, три других - в кабинете монет Королевского музея в Лейдене. Время создания медальонов - между 423 и 426 годами н.э. Общий их вес составляет около 250 грамм.

## Находки 1851 года
Следующая крупная находка золотых изделий позднеримского происхождения была сделана в Велпе 16 августа 1851 года, при земляных работах местного садовника. Так как этот клад находился приблизительно в 10 минутах ходьбы от местонахождения сокровищ, найденных в 1715 году, речь идёт о двух различных укрытиях. По сделанному в 1852 году описанию, золотые предметы находились нанизанными на одно большое золотое шейное кольцо. Всего в клад входили семь шейных колец, спираль, проволока, два перстня. Все изделия были из золота, общий вес их составлял 532,63 грамма, что соответствовало весу 117 золотых солидов. Шейные кольца были однотипными, с украшенной гравировкой передней частью и грушеобразным замком сзади. Подобные украшения для района Нидерландов необычны, такого же вида шейные кольца ранее были найдены в кладах на территории Южной Скандинавии. Оба перстня - римского изготовления. Часть найденных предметов были в 1852 году проданы в Германию, перстни и шейные кольца поступили в Королевский музей в Берлине. После Второй мировой войны часть из них была вывезена в СССР. В 2007 году шейные кольца из клада Велпа были показаны общественности, местонахождение перстней неизвестно. Все предметы клада из Велпа от 1851 года были датированы началом V столетия н.э.

## Значение
В находках, сделанных при обнаружении клада 1851 года, выделены золотые шейные украшения-кольца определённого типа, обозначенные как «тип Велп», встречающийся только на территории Нидерландов и соседней Вестфалии в Германии. Точно не установлено, являются ли эти ценности специально спрятанными хозяевами от возможных бедствий, связанных с войнами и «лихими временами», или это были жертвенные дары богам. Шейные кольца, зарытые в землю, также могли быть священными и символическими ограничителями границы между земельными владениями. Подобные находки были сделаны и в других местах, однако это всегда были укрытия, но не захоронения.